# Tellervo mutina
Tellervo mutina är en fjärilsart som beskrevs av Hans Fruhstorfer 1910. Tellervo mutina ingår i släktet Tellervo och familjen praktfjärilar. Inga underarter finns listade i Catalogue of Life.